# Restio zuluensis
Restio zuluensis är en gräsväxtart som beskrevs av Hans Peter Linder. Restio zuluensis ingår i släktet Restio och familjen Restionaceae. Inga underarter finns listade i Catalogue of Life.